# Anthurium glaucophyllum
Anthurium glaucophyllum är en kallaväxtart som beskrevs av Luis Aloysius, Luigi Sodiro. Anthurium glaucophyllum ingår i släktet Anthurium och familjen kallaväxter. Inga underarter finns listade.